# Эфендиев, Гаджи Гусейн Абдулла оглы
Гаджи Гусейн Эфендиев (азерб. Hacı Hüseyn Əfəndiyev, 1893, Гёйчай — 1920, Баку) — депутат парламента Азербайджанской Демократической Республики, член партии "Ахрар".

## Биография
Гаджи Гусейн Гаджи Абдулла оглы Эфендиев родился в Гёйчае в 1893 году. Являлся членом партии "Ахрар". После провозглашения Азербайджанской Демократической Республики был избран депутатом парламента страны от Гёйчайского уезда. Был членом парламента с 15 декабря 1918 года по 27 апреля 1920 года.
4 февраля 1919 года была создана Парламентская комиссия во главе с Самедом Агой Агамалыоглу для подготовки законопроекта о земельной реформе. Гаджи Гусейн Эфендиев был одним из 9 членов комиссии.
В марте 1920 года участвовал в подавлении антигосударственного восстания армян в Карабахе. Сразу после оккупации Азербайджана большевиками в апреле 1920 года был арестован. Приговорен к расстрелу постановлением следователя особого отдела № 7 от 3 июня 1920 года. На момент расстрела ему было 27 лет.
Уже после восстановления независимости Азербайджана, 5 января 1993 года Гаджи Гусейн Эфендиев был реабилитирован на основе заключения прокуратуры страны.

## Память
До советской оккупации в центре Гёйчая действовал книжный и канцелярский магазин Гаджи Гусейна Эфендиева «Игбал». После ареста Эфендиева и магазин, и его двухэтажный дом были конфискованы. В последующие годы в его доме функционировал кожно-венерологический диспансер.
В 2024 году о Гаджи Гусейне Эфендиеве вышла книга под названием «Основатели Азербайджанской Демократической Республики. Гёйчайский депутат Гаджи Гусейн Гаджи Абдулла оглы Эфендиев», автором которой является Магеррам Зульфугарлы.